# Lotus Scandinavia
Lotus Scandinavia är en segelbåt som konstruerades av Harry Becker och Ludwik Zienkiewicz (född 1933). Den tillverkades i omkring 100 exemplar mellan 1973 och 1980 av Gullmarvarvet i Ulseröd, Lysekils kommun och Tholstrup Både i Danmark. Den har sex kojplatser.
År 1980 kostade en Lotus Scandinavia 75 800  kronor som halvfabrikat, 96 600 kronor som trefjärdedelsfabrikat och 129 400 kronor färdigbyggd.